# Charles XI
Pour le prétendant légitimiste français, voir Charles de Bourbon (1848-1909).
Pour les articles homonymes, voir Charles, prince de Suède.
Charles XI (en suédois : Karl XI), né le 24 novembre 1655 à Stockholm et mort le 5 avril 1697 dans la même ville, est roi de Suède de 1660 à sa mort.

## Biographie

### Régence
Charles XI est le fils du roi Charles X Gustave et de son épouse Edwige-Éléonore de Holstein-Gottorp. Son père meurt en février 1660, alors qu'il n'a que quatre ans. Il devient roi sous l'autorité d'un conseil de régence comprenant les principaux dignitaires du royaume : le sénéchal Per Brahe, le chancelier Magnus Gabriel De la Gardie, le trésorier Gustaf Bonde (en), le maréchal Gabriel Gabrielsson Oxenstierna (sv) et l'amiral Carl Gustaf Wrangel. Le conseil est théoriquement présidé par sa mère, mais celle-ci ne s'intéresse guère aux affaires du gouvernement.

Charles XI à 5 ans, attribué à David Klöcker Ehrenstrahl.

Les traités d'Oliva et de Kardis, conclus en 1660-61 par le conseil de régence, mettent un terme à la première guerre du Nord entreprise par Charles X : la Pologne renonce à ses prétentions sur l'Estonie et la Livonie. Dans le domaine de la politique intérieure, l'aristocratie profite des années de régence pour renforcer son pouvoir.

### La guerre de Scanie
Charles XI commence à gouverner seul en 1672. En tant qu'allié de Louis XIV, il se retrouve entraîné dans la guerre de Hollande contre le Brandebourg. Une défaite humiliante à Fehrbellin en juin 1675 incite Christian V de Danemark à déclarer la guerre à la Suède, afin de lui reprendre la province de Scanie.
La flotte suédoise subit plusieurs défaites face aux Danois, qui débarquent en Scanie en juin 1676 et progressent jusqu'à Lund, où ils sont arrêtés en décembre par l'armée suédoise menée par Charles XI lui-même. Pendant ce temps, la Poméranie suédoise est occupée par le Danemark et le Brandebourg. Ce n'est que grâce au soutien de Louis XIV qu'une paix blanche finit par être signée (paix de Lund et traité de Saint-Germain-en-Laye) en 1679.

### Monarque absolu
Charles XI bénéficie alors d'une grande popularité. Auréolé du prestige de sa victoire à Lund, il profite du mécontentement de la population envers la noblesse pour bouleverser le gouvernement du pays en 1680 : le roi n'est plus responsable que devant Dieu. La Diète composée des quatre États de la noblesse, du clergé, des bourgeois et des paysans est progressivement marginalisée. En outre, une commission (stora kommissionen) est chargée d'enquêter sur les membres du Conseil de régence, accusés d'avoir détourné de l'argent. Eux ou leurs héritiers sont condamnés à verser de lourdes amendes, ce qui affaiblit les grandes familles du royaume. Charles XI applique également la Grande Réduction, c'est-à-dire la restitution forcée à la couronne de terres et domaines concédés à la noblesse dans les époques précédentes. Cette mesure réduit considérablement l'emprise de l'aristocratie sur l'économie du pays, et renfloue les caisses de l'État.
Après la guerre de Scanie, la politique étrangère de Charles XI consiste principalement à se prémunir contre le Danemark, en nouant des liens avec le Holstein-Gottorp et en se rapprochant des Provinces-Unies. Néanmoins, sous l'inspiration de Johan Göransson Gyllenstierna (en), une ligue de neutralité armée est conclue avec le Danemark en 1691, en pleine guerre de la Ligue d'Augsbourg,.
Charles XI encourage le commerce et protège les sciences, les lettres et les arts. Sous son règne est créée en 1666 l'université de Lund, notamment afin d'intensifier la suédisation des nouvelles provinces du Sud soustraites au Danemark par le traité de Roskilde de 1658. Il réforme également l'armée, qui compte environ 40 000 hommes à la fin de son règne, et fonde le port militaire de Karlskrona.

## Légende du manteau gris (Gråkappan)
Selon une légende suédoise, Charles XI parcourait le pays incognito, vêtu d’un manteau gris en se faisant passer pour un fermier ou voyageur. Un déguisement, qui lui valut le surnom de Gråkappan Manteau Gris en suédois, lui permettait de découvrir et combattre la corruption et l’oppression au sein du peuple.
De nombreux récits décrivent ses visites incognito dans les villages, où il démasquait des religieux corrompus. 
L'anecdote la plus célèbre a propos de ses visites est une situation ou il découvrit un village où l’église était en parfait état tandis que le prêtre vivait dans la pauvreté, plus tard il trouva une situation inverse une église en ruine et un prêtre menant une vie luxueuse, alors pour rétablir l’équilibre, Charles XI échangea les prêtres, offrant au plus modeste une paroisse prospère à reconstruire.
Cette légende rappelle que Charles XI parcourut le royaume plus que tout autre roi suédois de son époque. Les récits du Manteau Gris furent compilés et publiés au milieu du XIXᵉ siècle par l'auteur Arvid August Afzelius.

## Mariage et descendance
Charles XI se marie le 6 mai 1680 avec Ulrique-Éléonore (1656 – 1693), fille du roi de Danemark Frédéric III. Ils ont sept enfants dont seuls trois survivent :

Famille de Charles XI, par David Klöcker Ehrenstrahl.

- Edwige-Sophie (1681 – 1708), qui épouse en 1698 Frédéric IV, duc de Schleswig-Holstein-Gottorp : leur fils Charles-Frédéric est le père du tsar Pierre III, d'où la suite de la dynastie des Romanov ;
- Charles XII (1682 – 1718), roi de Suède ;
- Gustave (1683 – 1685) ;
- Ulrik (1684 – 1685) ;
- Frédéric (1685 – 1685) ;
- Charles-Gustave (1686 – 1687) ;
- Ulrique-Éléonore (1688 – 1741), reine puis reine consort de Suède, épouse en 1715 Frédéric de Hesse-Cassel (1676 – 1751) ; le trône de Suède passera en 1751 à un petit-cousin de la reine Ulrique, Adolphe-Frédéric de Holstein-Gottorp (1710 – 1771), issu d'une fille de Charles IX, Catherine Vasa (Catherine Vasa fut la mère entre autres de Christine-Madeleine — arrière-grand-mère d'Adolphe-Frédéric — et de Charles X Gustave, père de notre Charles XI ; la maison de Holstein-Gottorp règnera jusqu'en 1818).

On prête à Charles XI cette répartie cinglante à son épouse, qui lui reprochait sa politique autoritaire, il aurait répondu : « Madame, nous vous avons épousé pour nous donner des enfants, non des avis… »[réf. nécessaire]